# Hofbräuhaus Las Vegas

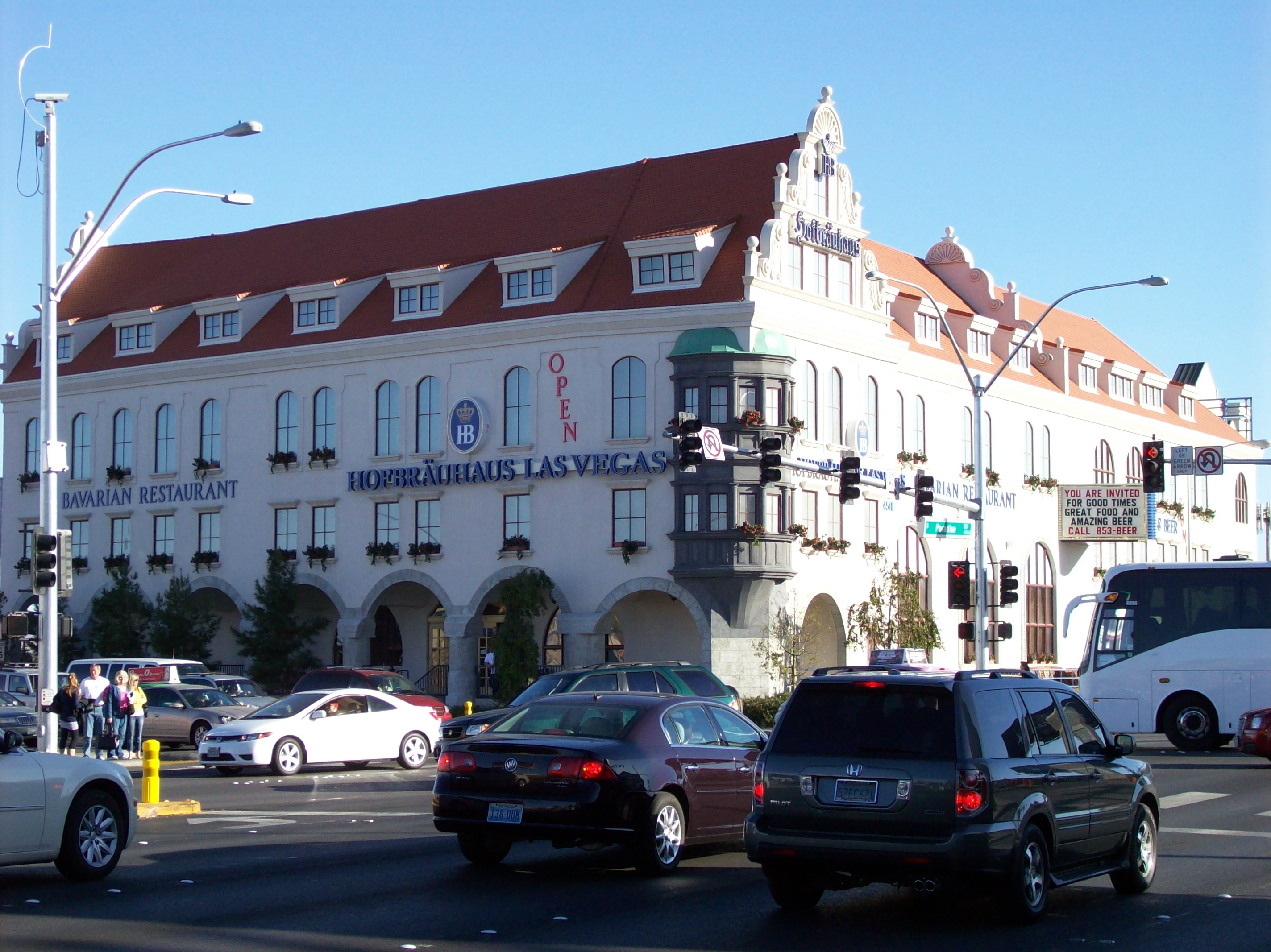
Hofbräuhaus Las Vegas

Das Hofbräuhaus Las Vegas im US-Bundesstaat Nevada ist ein Nachbau des Hofbräuhauses in München. Selbst das Logo des Originals wurde übernommen. Der Nachbau kostete über 12 Millionen Dollar. Beim Bau wurde sehr auf Authentizität geachtet, so wurden sogar 75.000 Dachziegel extra aus Deutschland geliefert. Damit ist das Hofbräuhaus Las Vegas nach eigenen Angaben weltweit die einzige glaubhafte Nachbildung des Münchner Hofbräuhauses.
Es bietet Platz für 380 Gäste im Innenbereich und 480 Plätze im Biergarten. Die Gesamtfläche des Hofbräuhauses beträgt 22.000 m². 
Das Hofbräuhaus wurde am 31. Januar 2004 von Siegfried & Roy eröffnet. Im Eröffnungsjahr hatte das Hofbräuhaus 290.000 Gäste, die 8,15 Millionen US-Dollar umsetzten. 
Der Biergarten ist überdacht und befindet sich unter einer bemalten Decke mit einer Höhe von 16 Metern. Weiterhin bietet es einen Souvenirladen, der typisch deutsche Andenken, wie zum Beispiel Bierkrüge oder Kuckucksuhren, zum Verkauf anbietet.
Deutsches Bier wird für die Gäste speziell importiert, und auch andere typische bayerische Speisen wie Leberkäse oder Nürnberger Rostbratwurst sind auf der Speisekarte enthalten. Die US-Importgesetze verbieten den Import der Weißwurst, daher wird sie selbst produziert.

## Weitere Quellen
1. ↑  Archivlink (Memento vom 11. Oktober 2017 im Internet Archive)
2. ↑  Hofbräuhaus in Las Vegas ein Renner -- LAS VEGAS, Nevada, August 5 / PR Newswire UK / --. 8. März 2016, archiviert vom Original am 8. März 2016; abgerufen am 2. Oktober 2023.  Info: Der Archivlink wurde automatisch eingesetzt und noch nicht geprüft. Bitte prüfe Original- und Archivlink gemäß Anleitung und entferne dann diesen Hinweis.
3. ↑  US-Hofbräuhaus: One Prosit der Gemütlichkeit - merkur-online.de. 31. August 2012, abgerufen am 7. März 2013.

Koordinaten: 36° 6′ 28″ N, 115° 9′ 7″ W